# Monodesmus nothus
Monodesmus nothus là một loài bọ cánh cứng trong họ Cerambycidae.